# Моню Монев
Моню Валентинов Монев е български актьор, изпълняващ роли в киното, телевизията и театъра.

## Биография
Моню Монев е роден на 6 юни 1974 г. в град Бургас, България. Учи в НУМСИ „Проф. Панчо Владигеров“, специалност пиано. Средното си образование завършва в Професионална гимназия по механоелектротехника и електроника през 1993 г. През 1997 г. завършва ВИТИЗ „Кръстьо Сарафов“ с бакалавърска степен актьорско майсторство за драматичен театър в класа на проф. Крикор Азарян с асистент Тодор Колев.

### Актьорска кариера
След като завършва Театралната академия играе на щат в Театър „Българска армия“ в периода 1998 – 2006 г.
За пръв път актьорът привлича вниманието на телевизионната публика и кинокритиците с изпълнението си в българската историческа сага „Дървото на живота“, за което е номиниран в категорията за откритие на годината на наградите „Златната бленда“. Играе един от любимите образи на доц. Мазов в успешния телевизионен сериал „Откраднат живот“. В главната роля на Режисьора в „Още една мечта“ Моню Монев играе със собственото си име, както и другите артисти.

### Други дейности
В периода 1998 – 2008 г. е съосновател и изпълнителен директор на телекомуникационната компания „Некском“.
В периода 2010 – 2017 г. е собственик на италиански ресторант за бързо хранене. През 2022 г. влиза в десетия юбилеен сезон на предаването „Като две капки вода“.

## Роли

### Театър
- „В очакване на Годо“ от Самюъл Бекет (реж. Иван Урумов)
- „Кафе с претенция“ от Георги Марков (реж. Иван Урумов)
- „Ако нямах лоши сънща“ от Шекспир (реж. Лилия Абаджиева)
- „Черна комедия“ от Питър Шафър (реж. Иван Урумов)
- „Персифедрон“ от К. Павлов (реж. Крикор Азарян)
- „Войцек“ от Г. Бюхнер (реж. Галин Стоев)
- „Агамемнон“ по Есхил (реж. Галин Стоев)
- „Мяра за мяра“ от У. Шекспир (реж. Лилия Абаджиева)
- „Женитба“ от Н.В. Гогол (реж. Лилия Абаджиева)
- „Пред очите на женската брегова охрана“ от П.Бейкеш (реж. Крикор Азарян)
- „Опит за летене“ от Й. Радичков (реж. Крикор Азарян)
- „Хамлет“ от У. Шекспир (реж. Лилия Абаджиева)
- „Хенрих IV“ от Пирандело (реж. Крикор Азарян)
- „Женитба“ от Н.В. Гогол (реж. Николай Ламбрев)
- „Война и Блудство, Блудство и Война“ по Шекспир (реж. Крикор Азарян)
- „Майстора и Маргарита“ от М. Булгаков (реж. Стефан Москов)
- „Илюзията“ от Корней (реж. Красимир Спасов)
- „Буре барут“ от Д. Дуковски (реж. Крикор Азарян)

### Филмови и телевизионни участия
| Година      | Заглавие             | Роля                 | Режисьор          |
| ----------- | -------------------- | -------------------- | ----------------- |
| 2011        | Оптимистите          | Отело                | Явор Веселинов    |
| 1996        | Някога...някъде...   |                      | Димитър Шарков    |
| 2006        | Молитви              | Народен представител | Кръстю Вапцаров   |
| 2011        | Столичани в повече   | Продуцент            | различни          |
| 2011        | Островът             |                      | Камен Калев       |
| 2012        | Отплата              |                      | Иво Симеонов      |
| 2012        | Още една мечта       | Режисьорът           | Николай Мутафчиев |
| 2012        | Дървото на живота    | Илия Вълчев          | различни          |
| 2015        | September in Shariaz |                      | Wayne Blair       |
| 2016 – 2021 | Откраднат живот      | Доц. Мазов           | различни          |
| 2022        | Петя на моята Петя   | Златков              | Александър Косев  |
| 2025        | Всичко за сина ми    | Филип                | Павел Веснаков    |

### Дублаж
| Година | Заглавие            | Роля   |
| ------ | ------------------- | ------ |
| 2017   | Лего Батман: Филмът | Жокера |